# E-Moneybags
Эрик Смит (Eric Smith; 19 ноября 1969 — 16 июля 2001), более известный под сценическим псевдонимом E-Moneybags — американский рэпер. Он был рождён в Бруклине, Нью-Йорк, но вырос в Лефрэк Сити. Он выпустил один альбом. После его смерти DJ Slay Kay выпустил микстейп, содержащий фристайлы и неизданные треки E-Moneybags.

## Карьера
За время своей карьеры E-Moneybags работал с несколькими известными хип-хоп артистами, такими как 2Pac , Live Squad, Prodigy , Kool G Rap , Nas. Он выпустил первый и единственный альбом в 1999 году. Альбом назывался «In E-Moneybags We Trust».
Позже у него был конфликт с рэпером Jay-Z. E-Moneybags написал на него пару дисс-треков. Наиболее значительным треком является «The Gospel», так как это последний трек E-Moneybags до его убийства. Так же рэпер был основателем лейбла Grand Imperial Records совместно с Majesty, участником группы Live Squad.

## Смерть
E-Moneybags был убит в Куинс, в 21.45, 16 июля 2001 года. Неизвестный сделал 10 выстрелов, когда музыкант сидел в своём Lincoln Navigator, припаркованном на улице. Многие полагают, что он был убит членом известной банды, торгующей наркотиками в Нью-Йорке. Так же предполагается, что убийство было ответным, после того, как в декабре 1999 года E-Moneybags убил Колберта Джонсона, друга McGriff, основателя банды. В августе 2001 года полиция нашла кассету, на которой заснят момент смерти рэпера. Видео снял Дэннис Кросби. В феврале 2007 года McGriff был признан виновным в убийстве, торговле наркотиками и приговорён к пожизненному тюремному заключению.

## Дискография
- 1999 — In E-Moneybags We Trust
- 2006 — I’m The Wrong Nigga to Fuck Wit